# Leptorhabdium nitidum
Leptorhabdium nitidum là một loài bọ cánh cứng thuộc phân họ Lepturinae, trong họ Cerambycidae. Loài này phân bố ở Hy Lạp, và Macedonia.